# Max Greyson
Max Greyson (1988) is een Belgische dichter, prozaschrijver en spokenwordperformer uit Antwerpen. 
In 2015 werd Greyson tweede op het Nederlands kampioenschap Poetry Slam. Jurylid Ilja Leonard Pfeijffer bracht hem vervolgens in contact met uitgeverij De Arbeiderspers, die in 2016 zijn debuutbundel Waanzin went niet uitbracht.
Hij is tevens als theatermaker verbonden aan Un-Label, een van de enige inclusieve, interdisciplinaire, internationale dans- en muziektheaterensembles in Europa.
Greyson heeft de zakelijke en artistieke leiding van muziektheaterensemble ARType vzw.
In februari 2021 verscheen zijn romandebuut 'Een waarschijnlijk toeval' bij De Arbeiderspers.